# بلاد الماء (دوعن)
'

تعديل مصدري - تعديل

بلاد الماء هي إحدى قرى عزلة صيف بمديرية دوعن التابعة لمحافظة حضرموت، بلغ تعداد سكانها 622 نسمة حسب تعداد اليمن لعام 2004.